# Бободжан-Гафуровський район
Гафу́ровська но́хія (тадж. Ноҳияи Ғафуров) — адміністративна одиниця другого порядку в складі Согдійського вілояту Таджикистану. Центр — смт Гафуров, розташоване за 12 км від Худжанда.

## Географія
Нохія розташована в західній частині Ферганської долини. На сході межує з Аштською та Канібадамською, на заході — з Матчинською та Расуловською нохіями Согдійського вілояту, на півдні має кордон з Киргизстаном, а на півночі — з Узбекистаном.

## Адміністративний поділ
Адміністративно нохія поділяється на 11 джамоатів та 5 смт (Гафуров, Кансай, Палас, Сирдар'їнський, Чорух-Дайрон):
| Гафуровська нохія (2002) |           |                 |
| Джамоат                  | Населення | Центр           |
| Гозійонський джамоат     | 13335     | кишлак Гозійон  |
| Ісмаїльський джамоат     | 22700     | кишлак Уяс      |
| Ісфісорський джамоат     | 38212     | кишлак Ісфісор  |
| Йовський джамоат         | 29380     | кишлак Йова     |
| Катаганський джамоат     | 10401     | кишлак Катаган  |
| Кістакузький джамоат     | 49448     | кишлак Кістакуз |
| Овчікалацький джамоат    | 20575     | кишлак Калача   |
| Пахтакорський джамоат    | 10279     | смт Палас       |
| Унджинський джамоат      | 38271     | кишлак Унджі    |
| Усмановський джамоат     | 33874     | кишлак Румон    |
| Уткансойський джамоат    | 7387      | смт Кансай      |

## Історія
Нохія утворена 31 січня 1957 року як Хунджандський район в складі Ленінабадської області Таджицької РСР. У 1964-1978 роках називався Совєтабадським районом. 1978 року перейменований в Гафуровський район на честь академіка Б.Гафурова. Після здобуття Таджикистаном незалежності називається Гафуровською нохією.